# Мости-у-Яблункова
Мости-у-Яблункова (до 1951 року — Мости; чеськ. Mosty u Jablunkova, пол. Mosty koło Jabłonkowa, нім. Mosty bei Jablunkau) — село на сході Чеської Республіки в окрузі Фридек-Містек Моравсько-Сілезького краю. Тут проживає близько 3700 жителів.  Близько 18 % населення є польською меншиною.

## Географія
Протікає Шлягоров потік.

## Історія
Перші повідомлення про поселення датуються другою половиною 16 століття. У 1578 році тут було збудовано укріплення Шанс, яке служило проти набігів татар, згодом проти турків. Сьогодні знайдено лише їхні останки. У 1870 році тут була побудована важлива залізниця Кошице-Богумін. За даними австрійського перепису населення 1910 р. у Мосту проживало 2115 осіб, з них 2080 (98,4 %) — поляки, 7 (0,3 %) — чехи і 27 (1,3 %) — німці. З 1 січня 1993 р., після поділу Чехословаччини, існувала митниця та 2 автомобільні прикордонні переходи та 1 залізничний прикордонний пункт. Перед початком Другої світової війни тут стався так званий Яблунковський інцидент.
У 2020 році село вирішило скоротити назву з Мости у Яблункова на Мости, що, однак, рішуче відхилило місцевий референдум.

## Спорт і культура
У центрі села розташована гірськолижна зона з трьома схилами довжиною 620—650 метрів, перевищенням 150 метрів і складністю 2. На трасах є можливість штучного засніження. Лижна зона також пропонує можливість нічного катання. Також у Мостах-у-Яблункова є доглянуті бігові траси. У гірськолижній зоні є американські гірки з цілорічним функціонуванням. Влітку на гірськолижному курорті «Мости-у-Яблункова» пропонуються батути-тарзанки, дитячі батути, канатний центр, дитячий канатний центр, скеледроми, спуск на гірських самокатах та гірська тролейбусна доріжка.
У селі є футбольне поле, волейбольні майданчики, тренажерний зал. З 2006 року тут працює невеликий літній аквапарк. Є також початкова школа, якою керує директор Каміль Була.
```
У селі засновано музичний гурт Witch Hammer
```

## Транспорт
Через село проходить міжнародна залізнична лінія компанії Správa železnic (лінія 320 Богумін — Жиліна), в центрі — залізнична станція Мости-у-Яблункова, а за 2 км далі (до словацького кордону) — залізнична станція. Між станцією лінія спочатку проходила через два Яблунківські тунелі довжиною 607 м. Тунелі були побудовані в 1870 та 1917 роках. У 2007—2013 роках їх перебудували: тунель № II перебудовано в двоколійний тунель, тунель № I був частково невикористаний.
Через Мости-у-Яблункова проходить європейська дорога Е75. До 2001 року дорога Е75 проходила прямо через центр села. Однак, у 2001 році для цієї дороги було збудовано об'їзд.
Автобусні лінії з'єднують Мости-у-Яблункова з Яблунковим і Грчавою. У селі є 18 автобусних зупинок.